# ハインリヒ (東フランケン)
東フランケン公ハインリヒ（ドイツ語：Heinrich, ? - 886年8月28日）は、バーベンベルク家出身の東フランケンの公（dux）または辺境伯。「princeps militiae」（軍事指揮官）とも記述されている。チューリンゲン公ポッポ2世の兄弟であり、グラープフェルト伯ポッポの子または孫と考えられている。
884年、皇帝カール3世の命により、ザクセンに侵攻したノルマン人を撃退した。886年3月には、パリを包囲していたノルマン人と戦うパリ司教ゴズランおよびパリ伯ウードの救援のため出陣したが、3月末もしくは4月初めには軍を引き揚げた。同年8月、ハインリヒは皇帝カール3世の出陣に先立ちパリに到着するが、ノルマン人の奇襲にあい戦死した。

## 子女
フリウーリ辺境伯（後のイタリア王）ベレンガーリオ1世の姉妹インゲルトルードと結婚したとみられる。インゲルトルードは皇帝ルートヴィヒ1世の外孫にあたる。以下の息子3人は、コンラディン家との抗争の中で殺害された。
- アーダルベルト（? - 906年9月9日） - マインツ大司教ハットーにより東フランク王ルートヴィヒ4世に引き渡され、処刑された。
- アーダルハルト（? - 903年）
- ハインリヒ（? - 902年）

また、コルヴァイのヴィドゥキントの記述から、以下の娘もハインリヒの娘と推定されている。
- ハトヴィヒ（Hadwig, Hathui, ? - 903年） - 869年頃にリウドルフィング家のザクセン公オットー1世と結婚し[3]、ザクセン公ハインリヒ1世をもうけた。ハインリヒは後に東フランク王（在位：919年 - 936年）となった。